# باول براون (لاعب كرة قدم بريطاني)
باول براون (بالإنجليزية: Paul Browne)‏ (17 فبراير 1975 بغلاسكو في المملكة المتحدة - ) هو لاعب كرة قدم بريطاني في مركز قلب الدفاع. شارك مع منتخب اسكتلندا تحت 21 سنة لكرة القدم. أما مع النوادي، فقد لعب مع أستون فيلا وريث روفرز ونونيتون بورو ‏ وهنكلي يونايتد ‏ ونادي اربوراث.

## وصلات خارجية
- باول براون على موقع قاعدة بيانات كرة القدم.إي يو (الإنجليزية)
- باول براون على موقع Soccerbase.com (لاعب) (الإنجليزية)
- باول براون على موقع عالم كرة القدم.نت (الإنجليزية)